# David Russell (koszykarz)
David Lee Russell (ur. 9 stycznia 1960 w Nowym Jorku) – amerykański koszykarz, występujący na pozycji niskiego skrzydłowego.
W drużynie akademickiej St. John's Red Storm występował z późniejszym członkiem Koszykarskiej Galerii Sław – Chrisem Mullinem.

## Osiągnięcia
Na podstawie, o ile nie zaznaczono inaczej.
NCAA
- Uczestnik rozgrywek:
  - Sweet 16 turnieju NCAA (1983)
  - turnieju NCAA (1980–1983)
- Mistrz:
  - turnieju konferencji Big East (1983)
  - sezonu regularnego konferencji Big East (1980, 1983)
- Debiutant roku Big East (1980)
- Zaliczony do:
  - I składu:
    - Big East (1982)
    - All-Metropolitan (1980–1983)

  - II składu Big East (1980–1983)

Drużynowe
- 3. miejsce podczas mistrzostw ligi hiszpańskiej (1984)
- 4. miejsce w pucharze Hiszpanii (1984)
- Zdobywca pucharu Księcia Asturii (1986)

Indywidualne
- MVP meczu gwiazd ACB (1986)
- Zwycięzca konkursu wsadów ACB (1986, 1989)
- Lider strzelców ACB (1985, 1986)
- Uczestnik meczu gwiazd ACB (1986, 1987)